# Eleine
Eleine ist eine schwedische Symphonic-Metal-Band, die 2014 in Landskrona gegründet wurde.

## Stil
Eleine ist bekannt für ihren „dark symphonic metal“-Sound, der Elemente aus Black, Death und Thrash Metal aufgreift. Die Band legt großen Wert auf eine starke Bühnenpräsenz und ein visuelles Konzept, das von Liljestams Model-Hintergrund mitgeprägt ist.

## Geschichte
2013 rekrutierte die Band David Eriksson (Schlagzeug), Sebastian Berglund (Keyboards) und Andreas Mårtensson (Bass). Im April 2014 erschien die Debütsingle „Gathering Storm“ samt Musikvideo. 2015 folgte die zweite Single „Land Beyond Sanity“ und das selbstbetitelte Debütalbum „Eleine“.
2016 trennte sich Eleine von ihrem ursprünglichen Label und veröffentlichte die Single „Break Take Live“. Im selben Jahr gingen sie erstmals auf Europatour als Support für Moonspell, was der Band einen deutlichen Karriereschub verschaffte. 2017 gründeten Liljestam und Ekberg ihr eigenes Label Algoth Records und kooperierten mit Black Lodge Records. Sie spielten auf namhaften Festivals wie dem Gefle Metal Festival und tourten mit W.A.S.P. durch Schweden. Ein Highlight war der Headliner-Auftritt beim Loud & Metal Mania Festival 2017 in Tokio.
Im Februar 2018 erschien das zweite Album „Until the End“, das in Schweden hohe Chartplatzierungen erreichte. Im selben Jahr unterstützte Eleine Arch Enemy auf deren Schweden-Tour. Es folgten weitere Headliner-Touren in Schweden und Großbritannien3.
2019 veröffentlichte Eleine die EP „All Shall Burn“, die mit Singles wie „Enemies“ und einem Rammstein-Cover („Mein Herz brennt“) große Aufmerksamkeit erlangte. Die Band spielte zahlreiche Festivals und baute ihre internationale Präsenz weiter aus.
2020 erschien das dritte Studioalbum „Dancing in Hell“. Die Band musste pandemiebedingt Touren abbrechen, blieb aber produktiv und veröffentlichte weiterhin Musik. Im Jahr 2022 unterzeichnete Eleine einen Vertrag mit Atomic Fire Records und brachte das Akustik-EP „Acoustic in Hell“ heraus, gefolgt von Support-Shows für Sonata Arctica.
2023 wurde das vierte Album „We Shall Remain“ veröffentlicht, das als bislang erfolgreichstes Werk der Band gilt. Im selben Jahr wurden Victor Jonasson (Gitarre) und Filip Stålberg (Bass) als neue Mitglieder vorgestellt. Im Februar 2025 trennten sich Eleine von Drummer Jesper Sunnhagen und Bassist Filip Stålberg aufgrund unangemessenen Verhaltens gegenüber Fans.

## Diskografie
Alben
- 2015: Eleine (CD, Cardiac Records; LP, Black Lodge Records)
- 2018: Until the End (CD/LP, Black Lodge Records)
- 2020: Dancing in Hell (CD/CD+LP+MC/LP, Black Lodge Records)
- 2023: We Shall Remain (CD/LP, Atomic Fire Records)

EPs
- 2019: All Shall Burn (CD, Black Lodge Records)
- 2022: Acoustic in Hell (CD, Atomic Fire Records)
- 2025: We Stand United

Musikvideos
- 2016: Devotion
- 2016: Break Take Live (Regie/Produktion: Rikard Ekberg und Madeleine Liljestam / Mohawk Productions)
- 2017: Hell Moon (We Shall Never Die) (Regie/Produktion: Rikard Ekberg und Madeleine Liljestam)
- 2019: Mein Herz brennt (Regie/Produktion: Rikard Ekberg)
- 2019: Enemies (Regie/Produktion: Rikard Ekberg und Madeleine Liljestam)
- 2019: All Shall Burn (Regie/Produktion: Rikard Ekberg)
- 2020: Memoriam (Regie/Produktion: Rikard Ekberg und Madeleine Liljestam)
- 2020: Ava of Death (Regie/Produktion: Rikard Ekberg und Madeleine Liljestam)
- 2023: We Are Legion (Regie/Produktion: Rikard Ekberg und Madeleine Liljestam)
- 2023: We Shall Remain (Regie/Produktion: Rikard Ekberg und Madeleine Liljestam)
- 2023: War das alles (Regie/Produktion: Rikard Ekberg und Madeleine Liljestam)
- 2024: Suffering (Regie/Produktion: Rikard Ekberg und Madeleine Liljestam)
- 2024: Through the Mist